# Direzione Italia
Direzione Italia (DI) è stato un partito politico italiano di centro-destra, membro dell'Alleanza dei Conservatori e dei Riformisti Europei e attivo principalmente in Puglia.

## Storia
Il 28 gennaio 2017 i Conservatori e Riformisti, i Riformatori Sardi di Pietrino Fois, Insieme per il Molise di Michele Iorio, Autonomia Responsabile di Renzo Tondo e Liguria Libera di Enrico Musso lanciano il nuovo soggetto.
In seguito all'abbandono della capogruppo Cinzia Bonfrisco, passata nel frattempo al Partito Liberale Italiano, il gruppo Conservatori e Riformisti al Senato viene sciolto perché non dispone della soglia minima di 10 senatori. I 7 senatori di Direzione Italia aderiscono temporaneamente al gruppo misto, per poi confluire nel gruppo Grandi Autonomie e Libertà.
Il 17 giugno 2017 si riunisce a Roma il primo Congresso del partito, il quale elegge Fitto presidente del partito all'unanimità.
Negli stessi giorni il capogruppo alla Camera Rocco Palese lascia il partito e torna in Forza Italia.
Il 29 giugno 2017 i deputati Pierpaolo Vargiu e Salvatore Matarrese lasciano il gruppo Civici e Innovatori e aderiscono a Direzione Italia.
Il 17 luglio 2017 Maurizio Bianconi abbandona il partito e passa al gruppo misto della Camera.
L'8 novembre 2017 i deputati Roberto Marti e Nuccio Altieri lasciano il partito e aderiscono a Noi con Salvini.
In seguito a questi ultimi abbandoni il 30 novembre 2017, al fine di evitare lo scioglimento della componente di Direzione Italia nel gruppo misto (ormai ridotta al di sotto della quota minima di 10 deputati), aderisce alla componente la deputata italo-brasiliana Renata Bueno.

### Elezioni amministrative 2017
Direzione Italia, in vista della sua prima tornata elettorale, si è presentata sia a nord sia a sud, ottenendo in Puglia il 12% dei consensi. Tra i comuni capoluogo di regione ha ottenuto il 2,1 a Genova, ottenendo rappresentanza in Consiglio comunale e nella Giunta con l’assessore al Personale Arianna Viscogliosi che nel dicembre del 2018 aderirà però al gruppo arancione del presidente Giovanni Toti.

### Elezioni politiche 2018 conNoi con l'Italia - UDC
Il 19 dicembre dello stesso anno Fitto, insieme agli ex Alternativa Popolare Maurizio Lupi ed Enrico Costa, Saverio Romano (Cantiere Popolare), il segretario di Scelta Civica Enrico Zanetti e Flavio Tosi (Fare!), annuncia la creazione di un nuovo movimento denominato Noi con l'Italia e ne diventa presidente.
Alle elezioni politiche del 2018 la lista centrista ha un risultato deludente e l'unico fittiano che viene eletto all’uninominale è Renzo Tondo.

### Elezioni 2019 e confluenza inFratelli d'Italia
Il 6 dicembre 2018 Direzione Italia di Fitto si federa con Fratelli d’Italia di Giorgia Meloni in vista delle elezioni europee del 2019 con l’obiettivo di dare vita a un nuovo partito conservatore e sovranista.
Alle regionali in Abruzzo del 10 febbraio 2019 viene eletto il candidato consigliere di Direzione Italia Guido Quintino Liris nella lista di FdI.
Alle europee Fitto, candidato nelle file di FdI, raccoglie 87.774 preferenze nella Circoscrizione Sud e viene rieletto, dal momento che la Meloni rinuncia al seggio mentre nel Nord-Est il collega di Fitto Remo Sernagiotto con 7.388 voti non viene rieletto.
Alle regionali in Piemonte FdI elegge 2 consiglieri tra cui il fittiano Roberto Rosso che diventa poi assessore ai rapporti con il consiglio regionale, delegificazione dei percorsi amministrativi, affari legali e contenzioso, emigrazione e ai diritti civili prima di essere arrestato il 20 dicembre dello stesso anno per aver promesso soldi alla ‘ndrangheta in cambio di voti. Alle elezioni comunali in Puglia Direzione Italia conquista 4 seggi nella vittoria di Ostuni (8,95%), 8 in quella di Corato (9,70%, primo partito), 1 nella sconfitta di San Severo (5,95%) e in Campania 4 nella vittoria di Pagani (11,83%, primo partito).
A seguito dell'adesione di FdI della Meloni all'Alleanza dei Conservatori e dei Riformisti Europei, inizialmente si era optato per una federazione, mentre la confluenza definitiva si verificherà il 29 ottobre.

## Congressi nazionali
- I Congresso - Roma, 18 giugno 2017

## Nelle istituzioni

### Camera dei deputati
Nel Gruppo misto - componente: Direzione Italia
| XVII legislatura |
| 10 deputati      |

#### Composizione
| Deputato                      | Gruppo di provenienza                                          | Data di adesione | Altro                           |
| ----------------------------- | -------------------------------------------------------------- | ---------------- | ------------------------------- |
| Daniele Capezzone             | Forza Italia - Il Popolo della Libertà - Berlusconi Presidente | 19/11/2015       |                                 |
| Gianfranco Giovanni Chiarelli | Forza Italia - Il Popolo della Libertà - Berlusconi Presidente | 19/11/2015       |                                 |
| Nicola Ciracì                 | Forza Italia - Il Popolo della Libertà - Berlusconi Presidente | 19/11/2015       |                                 |
| Massimo Enrico Corsaro        | Gruppo misto                                                   | 19/11/2015       |                                 |
| Antonio Distaso               | Forza Italia - Il Popolo della Libertà - Berlusconi Presidente | 19/11/2015       |                                 |
| Benedetto Francesco Fucci     | Forza Italia - Il Popolo della Libertà - Berlusconi Presidente | 19/11/2015       |                                 |
| Cosimo Latronico              | Forza Italia - Il Popolo della Libertà - Berlusconi Presidente | 19/11/2015       | Vicepresidente del gruppo misto |
| Pierpaolo Vargiu              | Civici e Innovatori                                            | 29/06/2017       |                                 |
| Salvatore Matarrese           | Civici e Innovatori                                            | 29/06/2017       |                                 |
| Renata Bueno                  | Gruppo misto                                                   | 30/11/2017       |                                 |

### Senato della Repubblica
Nel gruppo Noi con l'Italia
| XVII legislatura |
| 7 senatori       |

#### Composizione
| Senatore                  | Gruppo di provenienza                                   | Data di adesione | Altro |
| ------------------------- | ------------------------------------------------------- | ---------------- | ----- |
| Lucio Tarquinio           | Forza Italia - Il Popolo della Libertà XVII legislatura | 11/05/2017       |       |
| Francesco Bruni           | Forza Italia - Il Popolo della Libertà XVII legislatura | 11/05/2017       |       |
| Luigi D'Ambrosio Lettieri | Forza Italia - Il Popolo della Libertà XVII legislatura | 11/05/2017       |       |
| Salvatore Tito di Maggio  | Grandi Autonomie e Libertà                              | 11/05/2017       |       |
| Pietro Liuzzi             | Forza Italia - Il Popolo della Libertà XVII legislatura | 11/05/2017       |       |
| Luigi Perrone             | Forza Italia - Il Popolo della Libertà XVII legislatura | 11/05/2017       |       |
| Vittorio Zizza            | Forza Italia - Il Popolo della Libertà XVII legislatura | 11/05/2017       |       |